# Ibacus brevipes
Espèce
Synonymes
- Ibacus verdi Spence Bate, 1888[2]

Statut de conservation UICN

 LC  : Préoccupation mineure
Ibacus brevipes est une espèce de crustacés de la famille des Scyllaridae. Il peut nager très rapidement avec sa large queue.